# U-987
Unterseeboot 987 foi um submarino alemão do Tipo VIIC, pertencente a Kriegsmarine que atuou durante a Segunda Guerra Mundial.

## Comandantes
| Comandante                 | Data                                     |
| -------------------------- | ---------------------------------------- |
| Oblt. Hilmar-Karl Schreyer | 8 de julho de 1943 - 15 de junho de 1944 |

## Subordinação
Durante o seu tempo de serviço, esteve subordinado às seguintes flotilhas:
| Período                                      | Flotilha                                   |
| -------------------------------------------- | ------------------------------------------ |
| 8 de julho de 1943 - 29 de fevereiro de 1944 | 5. Unterseebootsflottille (treinamento)    |
| 1 de março de 1944 - 31 de maio de 1944      | 1. Unterseebootsflottille (serviço ativo)  |
| 1 de junho de 1944 - 15 de junho de 1944     | 11. Unterseebootsflottille (serviço ativo) |

## Operações conjuntas de ataque
O U-987 participou das seguinte operações de ataque combinado durante a sua carreira:
- Rudeltaktik Trutz (2 de junho de 1944 - 15 de junho de 1944)